# De bruid daarboven
De bruid daarboven is een toneelstuk van Multatuli.
Multatuli schreef het stuk in 1843-1844 (herschreven september 1859), ten tijde van zijn schorsing te Natal. Toen heette het stuk nog De Eerlooze. Op 5 december 1864 werd het uitgegeven door uitgeverij Meijer te Amsterdam onder de titel De bruid daarboven. De uitgave telde 98 pagina's.

## Synopsis
Het stuk gaat over Holm, een zwaarmoedige en overgevoelige muziekleraar, die verliefd wordt op zijn pupil, de freule Caroline van Wachler. De liefde is wederzijds, maar hun geluk wordt belemmerd door het standsverschil. Als blijkt dat Holm een graaf is, is dat probleem opgelost. Maar dan dient er zich een nieuw probleem aan. Holm heeft de schuld op zich genomen van een misdaad die is begaan door een vriend van hem. Hierdoor is Holm eerloos geworden. Maar dan duikt de vriend op, samen met zijn boosaardige bediende Frans. De vriend verraadt Holm andermaal, maar valt genadeloos door de mand. Nu kunnen Caroline en Holm eindelijk samen verder.

## Ontvangst
Het stuk is sentimenteel, net zoals de romans van de Duitse schrijver August Lafontaine, zijn grote voorbeeld.
In januari 1865 werd het stuk opgevoerd in de schouwburg van Rotterdam, in gezelschap van Multatuli zelf. Het publiek vond het geweldig, hoewel de recensent van NRC er niet veel aan vond. Het stuk werd ook opgevoerd in andere plaatsen en met veel succes. De bruid daarboven ging op 1 maart 1865 in première in Amsterdam. Het succes van het toneelstuk werd waarschijnlijk voor een groot deel verklaard door de faam die Multatuli rond die tijd al had gekregen.